# Hypocacculus baudii
Hypocacculus baudii är en skalbaggsart som först beskrevs av Schmidt 1890.  Hypocacculus baudii ingår i släktet Hypocacculus och familjen stumpbaggar. Inga underarter finns listade i Catalogue of Life.